# トヨタ・クルーガー
クルーガー（KLUGER）は、トヨタ自動車が製造・販売しているスポーツ・ユーティリティ・ビークル（SUV）。日本国内での販売は2007年（平成19年）をもって終了したが、海外では現在もハイランダー（HIGHLANDER）の名称で販売され、また、広汽豊田で販売されるハイランダーをベースに、2021年からは一汽豊田を介し、中国市場にてクラウンクルーガー（CROWN KLUGER）の名称で販売されている。
2023年には車格をフルサイズに変更し、グランドハイランダー（GRAND HIGHLANDER）として販売されている。

## 概要
初代ハリアー同様、6代目カムリ（XV20系）のプラットフォームをベースとしており、2000年（平成12年）に発売された。ハリアーが日本国外ではトヨタの高級車ブランドであるレクサスで販売されるラグジュアリークロスオーバーSUVなのに対し、クルーガーはオーソドックスでコンサバティブ（保守的）なスタイリングのSUVとなっている。この初代は、燃料電池と二次電池のハイブリッドカーであるトヨタ・FCHVのベース車にもなっている。
クルーガーとはドイツ語で「賢い」という意味である。日本国外では「ハイランダー」の名称で販売されているが、オーストラリアでは日本と同じくクルーガーの名称で販売されている。
2005年（平成17年）3月にはハイブリッドシステムを搭載した「クルーガーハイブリッド」（輸出名：ハイランダーハイブリッド）が登場した。月間販売目標は500台と発表された。
アメリカ合衆国では年間販売台数が13万台程度（2006年）に達しているが、日本国内向けの生産は2007年（平成19年）3月をもって終了した。
日本国内向け生産は2007（平成19）年度で打ち切られ、日本国外向けRAV4のロングモデルをベースとした、実質的な後継車であるヴァンガードへと移行している。なおクルーガーとヴァンガードはベースとなるプラットフォームが異なるため、双方には直接的な関係はない。
アメリカ合衆国では18.3 %のユーザーが15年以上乗り続けており、長く乗り続ける車ランキングで1位に輝いた。

## 初代　ACU2#W/MCU2#W/MHU28W型（2000年 - 2007年）
2000年11月にクルーガーV（ヴイ）として発売された。Vは英語でVictory（勝利）の頭文字から取られている。取り扱いはトヨタビスタ店（現・ネッツ店）およびトヨタカローラ沖縄。2003年のマイナーチェンジに合わせてトヨタカローラ店向けのクルーガーLも販売を開始した。Lは英語でLiberty（自由）の頭文字から取られている。
エンジンは直列4気筒の2.4 LまたはV6 3.0 Lに4速ATの組み合わせ。マイナーチェンジ後はV6 3.0 Lが5速ATとの組み合わせとなった。駆動方式はFFまたは4WDとなる。
乗車定員は5人だが、マイナーチェンジでハリアーにはない3列7人乗りが追加された。
なお、日本国外ではV6 3.3 Lエンジンのモデルもあり、このエンジンは光岡・オロチにも搭載された。
クルーガーVはトヨタビスタ店がネッツ店と統合した後もネッツ店で販売が継続されたが、2005年のRAV4のフルモデルチェンジに伴いクルーガーLよりも一年以上早く販売を終了した。

### クルーガーハイブリッド
2代目プリウスで搭載されたシステムTHS II（TOYOTA Hybrid System II）を改良したハイパワーTHS IIを搭載。V6 3.3 Lガソリンエンジンと電気モーターで前輪を駆動、後輪はエスティマハイブリッドなどにも搭載されている四輪駆動システムE-Fourによって駆動する。月間販売目標は500台と発表された。
ハイブリッドシステム用のバッテリーは従来の物より小型化、三分割されて2列目シート下に設置される。バッテリーの小型化によりシートアレンジはハイブリッドシステムを搭載しないクルーガーと同等で、初代エスティマハイブリッドのようにバッテリーによりシートアレンジが制限される事はなくなっている。
V6 3.3 Lのガソリンエンジンを搭載しながら10・15モードで17.8 km/Lという低燃費を達成している。日本では2007年3月で販売を終了した。ちなみに、車格は異なるが、販売店にとって事実上の後継車となるヴァンガード（とベースモデルである3代目RAV4）にはハイブリッドの設定は無い。
また、乗車定員は3列7人乗りの設定のみとなる。

### 年表
- 2000年（平成12年）11月24日 - クルーガーV販売開始[3]。エンジンは2AZ-FE（2.4L）と1MZ-FE（3.0L）、駆動方式は2WD（FF）とトルク配分型のフルタイム4WD。取り扱いはトヨタビスタ店（現・ネッツ店）およびトヨタカローラ沖縄。
- 2002年（平成14年）
  - 1月9日 - 特別仕様車「ナビパッケージ」を発売[4]。一部改良を実施し、EMV（エレクトロマルチビジョン）を99年モデルから01年モデルに変更。
  - 12月5日 - 特別仕様車「Sリミテッド」「Sリミテッド ナビパッケージ」を発売[5]。
- 2003年（平成15年）8月28日 - マイナーチェンジを実施[6]。フロントグリル、前後ライト、前後バンパー、シート形状の変更。当時のトヨタでは異例なリアサスペンション、リアフロア形状を変更して、3列7人乗りの新設を実施。ルーフレールがサンルーフとセットオプション設定に変更。3.0Lエンジンに組み合わされるトランスミッションが4速ATから5速ATに変更される。トヨタカローラ店向けのクルーガーLも同時に販売開始[注釈 3]。
- 2004年（平成16年）2月 - 平成17年基準排出ガス50％低減　『新☆☆☆』を全車で達成（U-LEV）。
- 2005年（平成17年）
  - 3月22日 - ハリアーハイブリッドとともにクルーガーハイブリッド販売開始[7]。海外向けであった3MZ-FE（3.3 L）ガソリンエンジンにモーターを組み合わせた物を搭載。リアタイヤはモーターで駆動するE-Fourと成っている。市販されたSUVのハイブリッドカーとしてはフォード・モーターに続き世界で2番目となる。
  - 10月31日 - RAV4のフルモデルチェンジに伴い、ネッツ店におけるクルーガーV（クルーガーハイブリッドを含む）の販売を終了。それ以降カローラ店向けのクルーガーL（クルーガーハイブリッドを含む）のみの販売となった。
  - 11月14日 - クルーガーLを一部改良[8]。「2.4S "Xパッケージ"」「2.4S FOUR "Xパッケージ"」に、対向車への眩惑を少なくする光軸調整用のオートレベリング機構を採用したディスチャージヘッドランプを設定。
- 2006年（平成18年）6月1日 - クルーガーL、クルーガーハイブリッドを一部改良[9]。クルーガーLはゴールドメタリックを廃止しベージュメタリックを追加。ハイブリッドはライトブラウンマイカメタリックを廃止しライトオリーブマイカメタリックを追加。両側フロントタイヤ上部のフェンダー部分に「HYBRID」マークを追加。
- 2007年 (平成19年) 
  - 3月 - 生産終了[10]。在庫対応分のみの販売となる、ほとんどの在庫が2.4Lになっていたため、この年式の3.0Lが存在することを知らない人が多い。
  - 6月 - 海外向けは新型に移行したが、日本国内向けはフルモデルチェンジされることなく販売終了[11]。引き続き海外向けの2代目をトヨタ自動車九州で生産していた。日本国内での実質的な後継車はヴァンガードとなった。販売期間中の新車登録台数の累計は7万9556台[12]

### グレード

#### クルーガーV（2003年8月マイナーチェンジ以降） / クルーガーL
S "Xパッケージ" / S FOUR "Xパッケージ"は、2.4 Lのみ。4WD車は全グレードに設定され、「2.4S」「3.0S」の後に「FOUR」がつく。
2.4S "Xパッケージ"
16インチスチールホイールが装備され、フォグランプやコンライトが装備されないベースグレード。2列シート5人乗りのみ。
2.4S / 3.0S
17インチアルミホイールが装備され、リヤスポイラーやディスチャージヘッドランプが装備されるグレード。スポーツチューンドサスペンション・ステアシフトマチックはこのグレードのみに装備される。2列シート5人乗りと3列シート7人乗りが選択可能。
2.4S "Gパッケージ" / 3.0S "Gパッケージ"
16インチアルミホイール（スーパークロームメタリック）やパワーシートが装備される最上級グレード。内装色はグレーである。3列シート7人乗りのみ。

#### クルーガーハイブリッド
全車E-Four（電気式4WDシステム）のみの設定。3列シート7人乗りのみの設定で、2列シート5人乗りは存在しない。バンパーやグリル、リヤコンビネーションランプ、アルミホイールなどはガソリン車とは異なる専用意匠としている。
ベースグレード
17インチアルミホイールが装備され、ディスチャージヘッドランプやフォグランプが装備されるグレード。
"Gパッケージ"
パワーシート・G-BOOK対応DVDボイスナビTV付EMV（エレクトロマルチビジョン）などが装備される上級グレード。

## 2代目 XU40型（2007年 - 2013年）
- 2007年6月 - シカゴオートショーで2代目ハイランダー発表。オーストラリアでは引き続きクルーガーを名乗る。
- 2007年7月 - トヨタ自動車九州での生産を開始。
- 2007年8月 - 発売。エンジンはV型6気筒3.5Lの2GR-FEが搭載され、5速ATが組み合わされる。ハイブリッドモデルも設定された。
- 2009年6月 - 中国にて広州汽車との合弁企業、広汽豊田が現地生産し、「漢蘭達」として発売開始。
- 2009年10月にはTMMIがアメリカでの生産も開始。
- 2010年 - フロントマスクを中心に大きくイメージを変えてマイナーチェンジされ、2011年モデルとして登場。

後期型

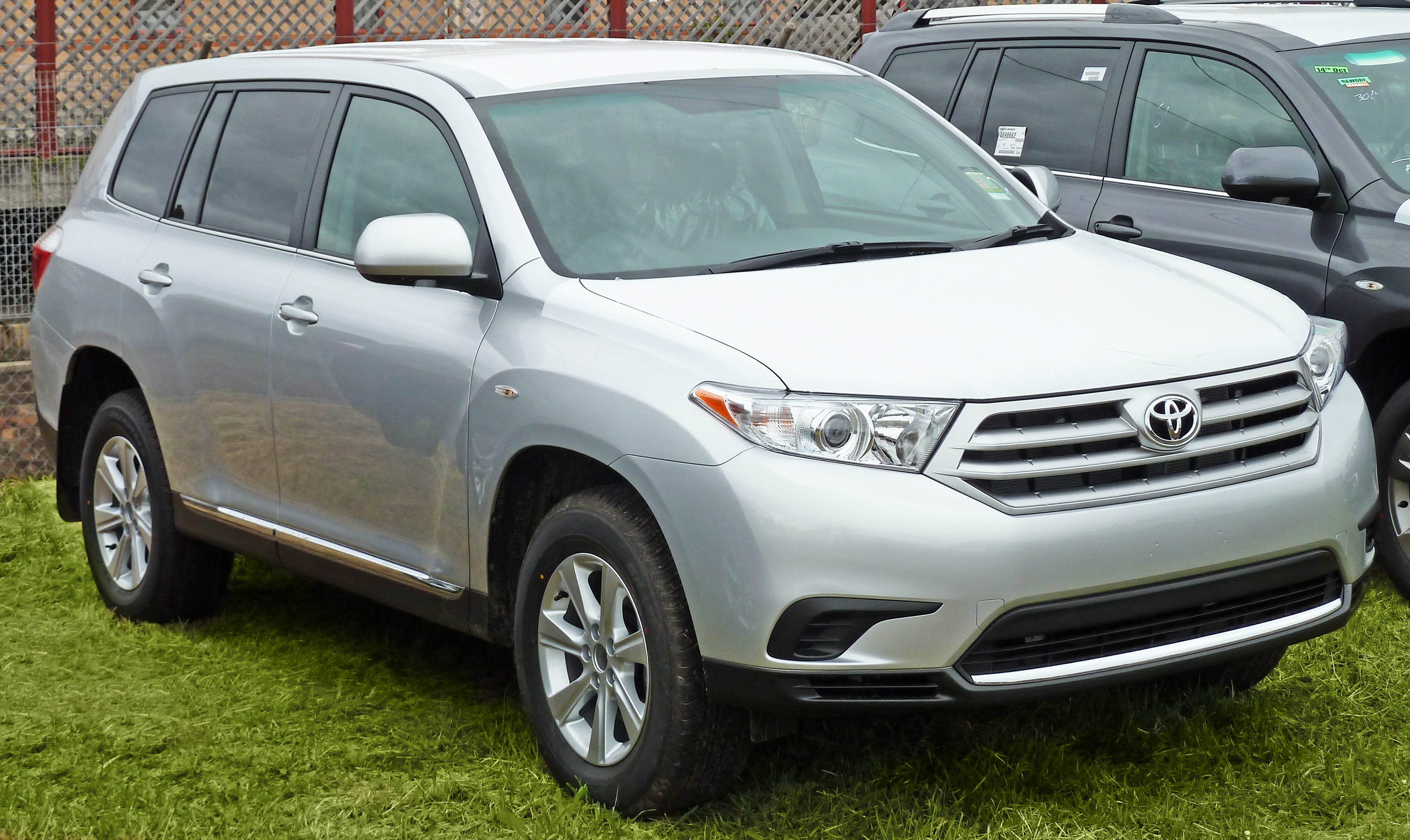
クルーガー KX-R（フロント）
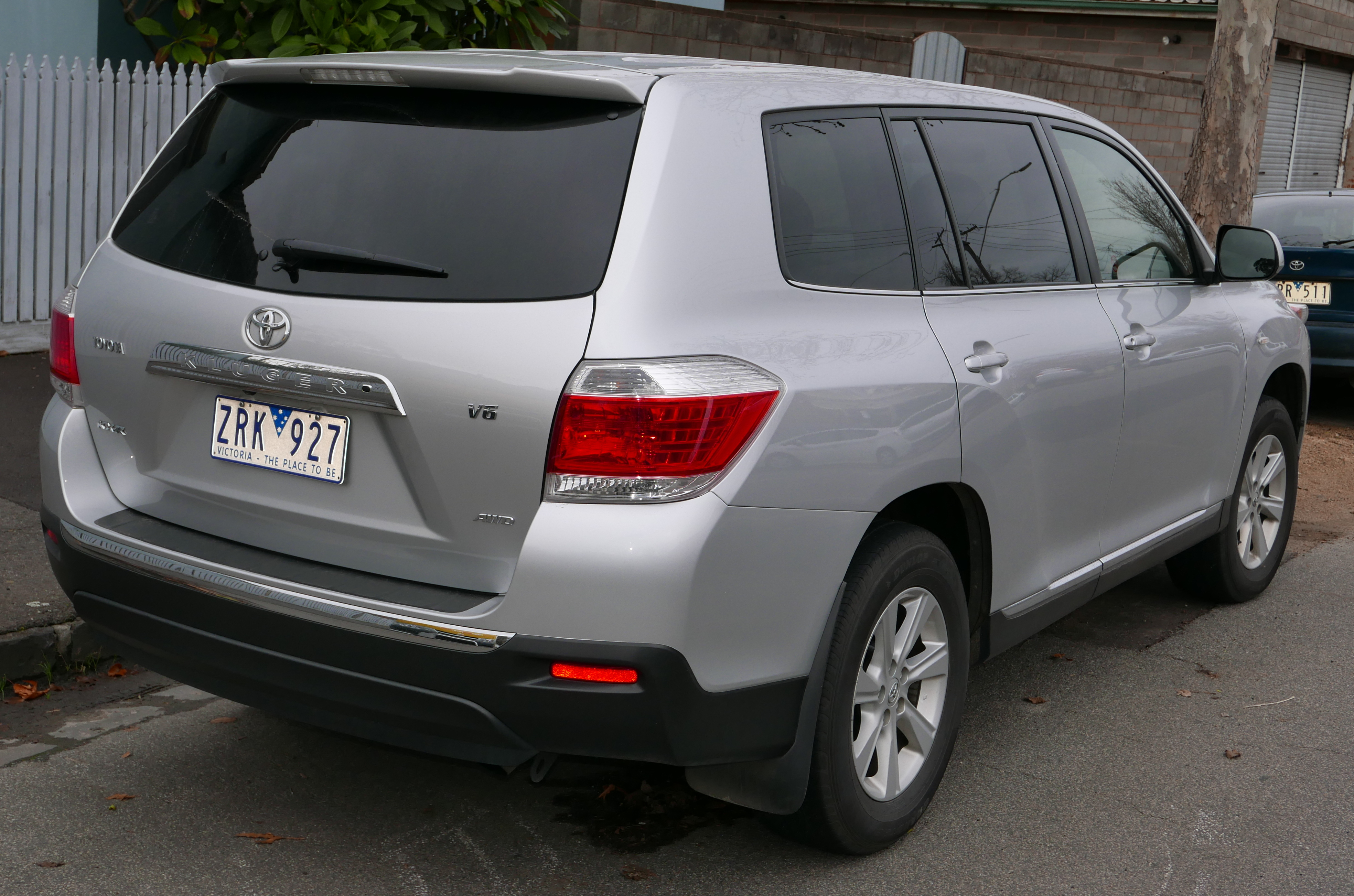
クルーガー KX-R (リア)

## 3代目 XU50型（2013年 - 2019年）

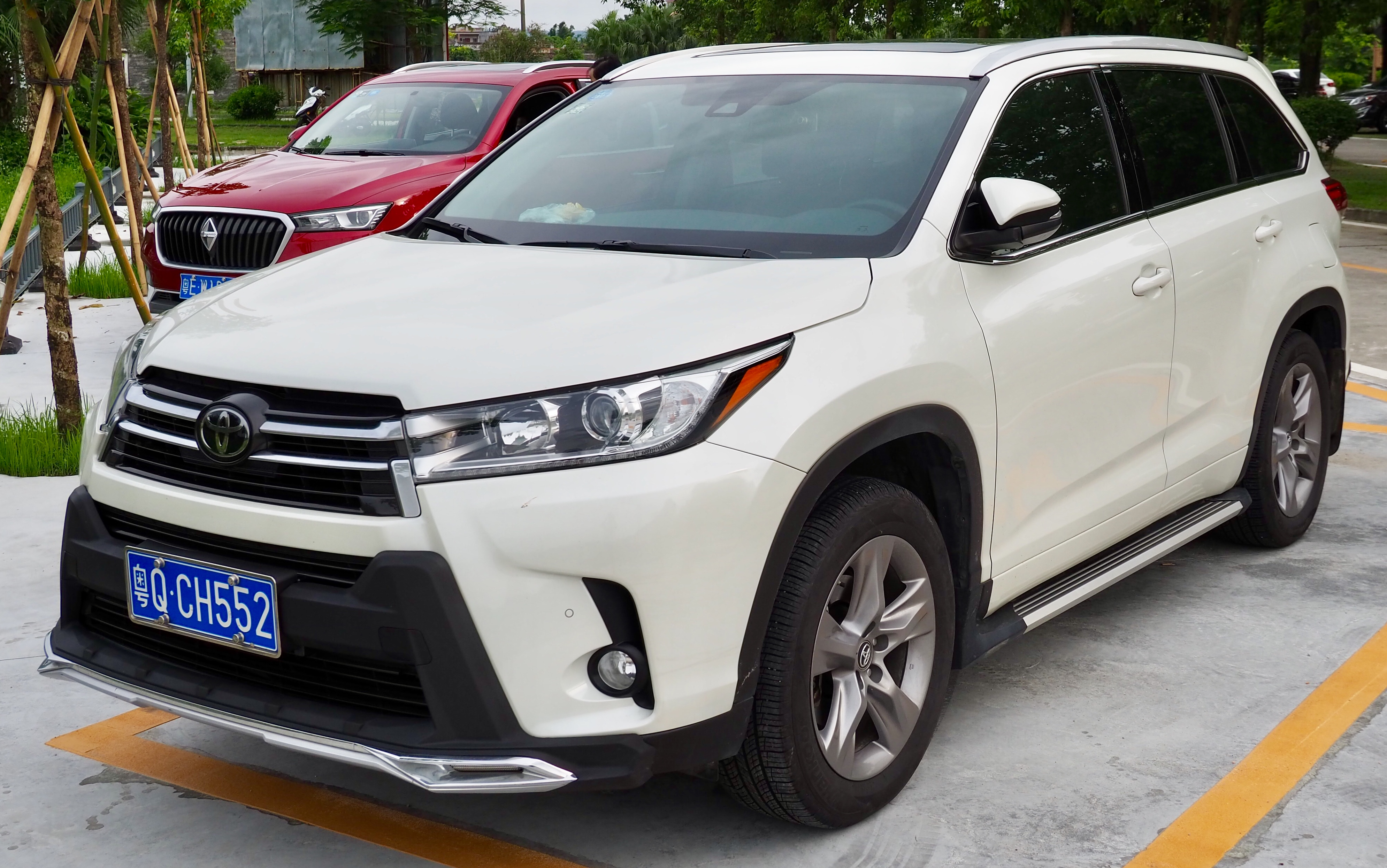
フロント (Sport)
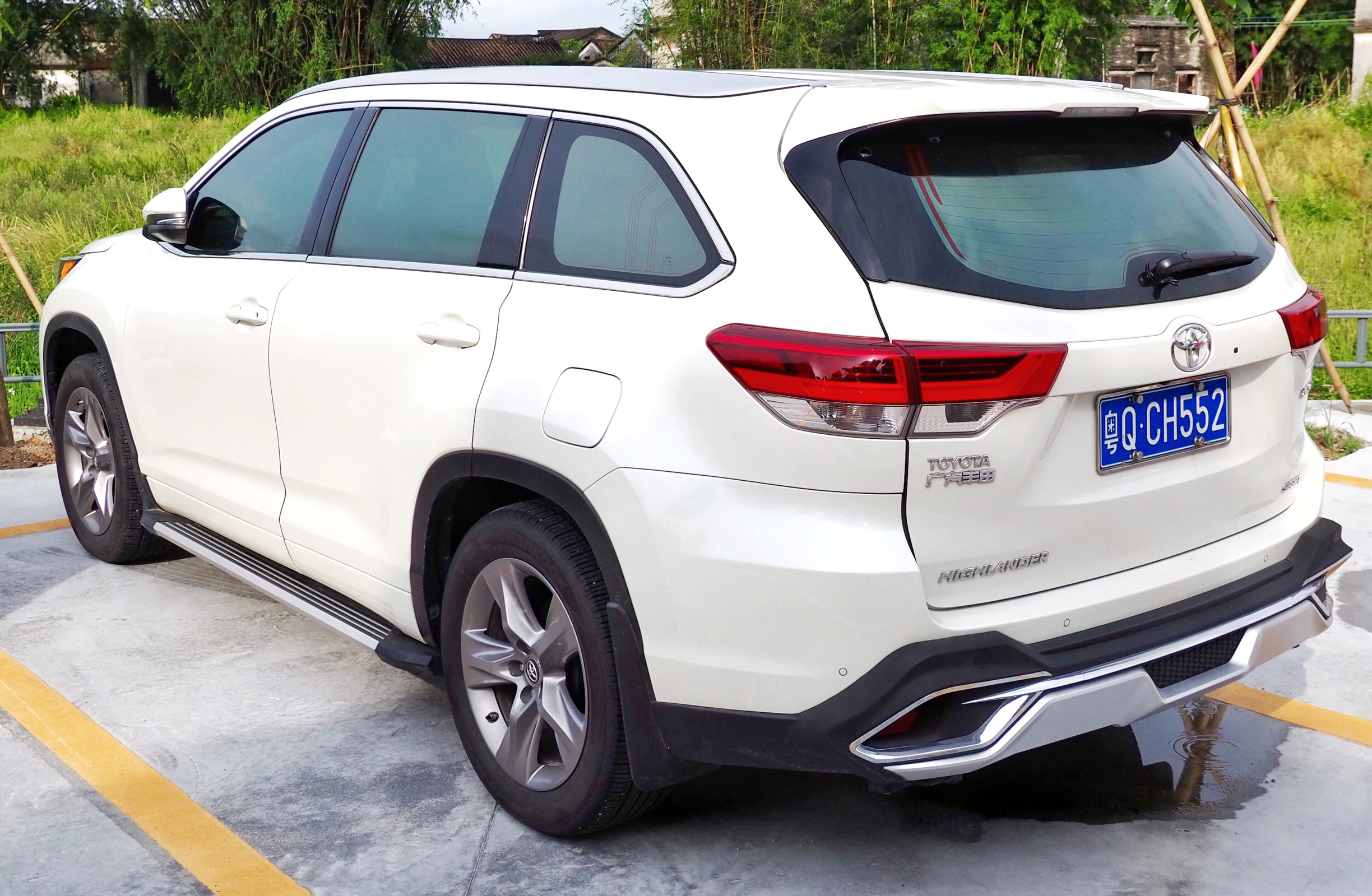
リア (Sport)

- 2013年4月 - ニューヨーク国際オートショーにて初公開[13]。プラットフォームは初代、2代目と同じくKプラットフォームを採用。エクステリアは大型のフロントグリルを備え、ダイナミックな印象を与える。また、先代に比べ室内を広くし、8名乗車を可能にした。発売当初のパワートレインは2.7L直列4気筒で駆動方式はFF、3.5L V型6気筒でFFまたは4WD。トランスミッションには新開発の6速ATを採用。また、先代モデル同様ハイブリッドも設定。3.5LV型6気筒にハイブリッドシステムを組み合わせたもので、駆動方式は4WDのみとなる。
- 2013年12月5日 - 米国インディアナ州の工場にて生産開始[14]。フルモデルチェンジで3代目に移行。
- 2016年2月23日 - 2016年モデルが米国IIHS（道路安全保険協会）の衝突テストで最高の安全評価を獲得した[15]。
- 2016年3月14日 - 2017年モデルを発表。実車はニューヨーク国際オートショーにて公開された。フロントグリル、ヘッドライト、前後バンパー、テールランプなどを一新。また、USBポートを5個に増やした[16]。さらに、スポーツグレードとなる「SE」を新設定。サスペンションの専用チューニングのほか、19インチのアルミホイールを装備する[17]。

後期型

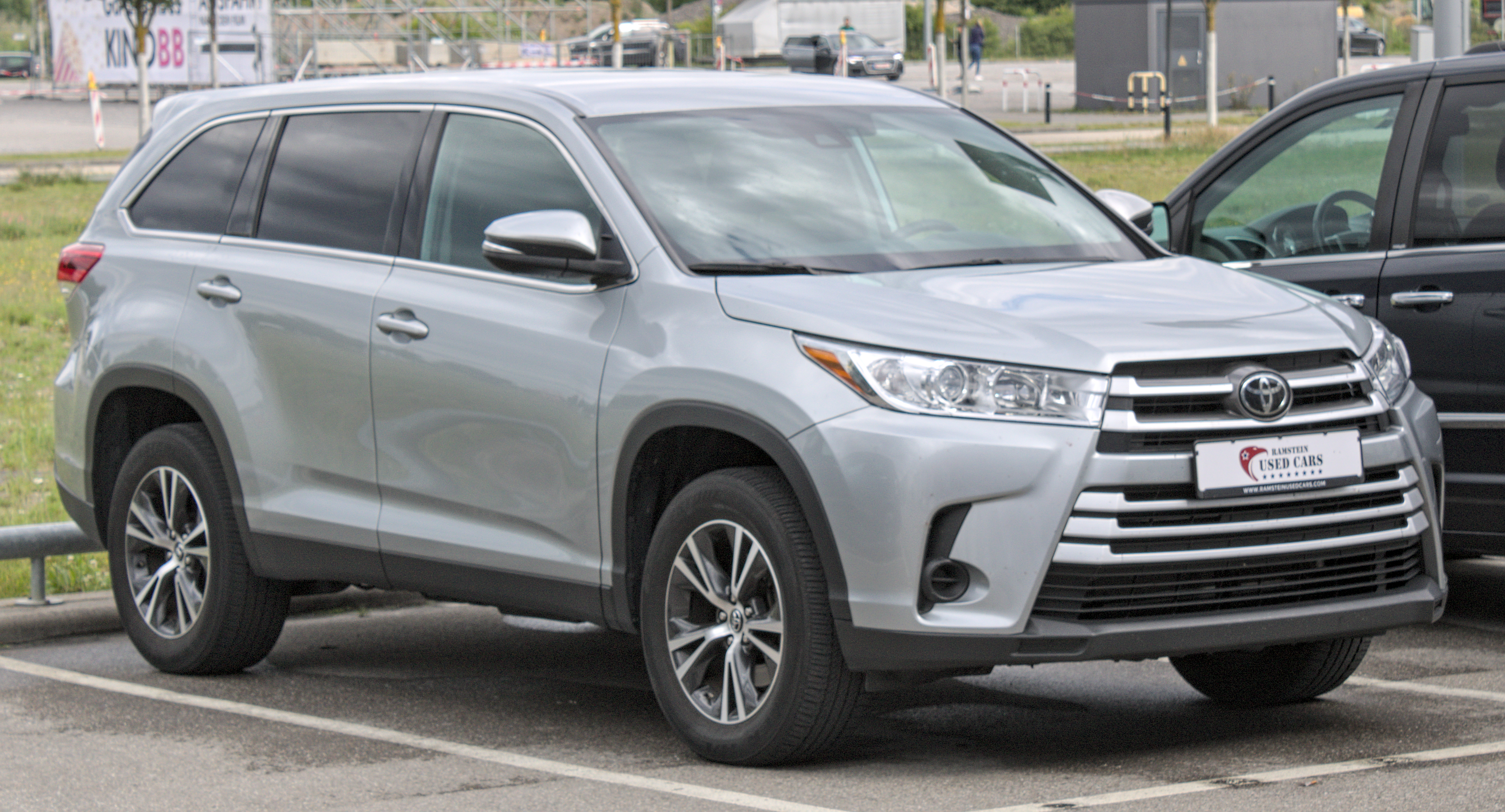
フロント (LE)
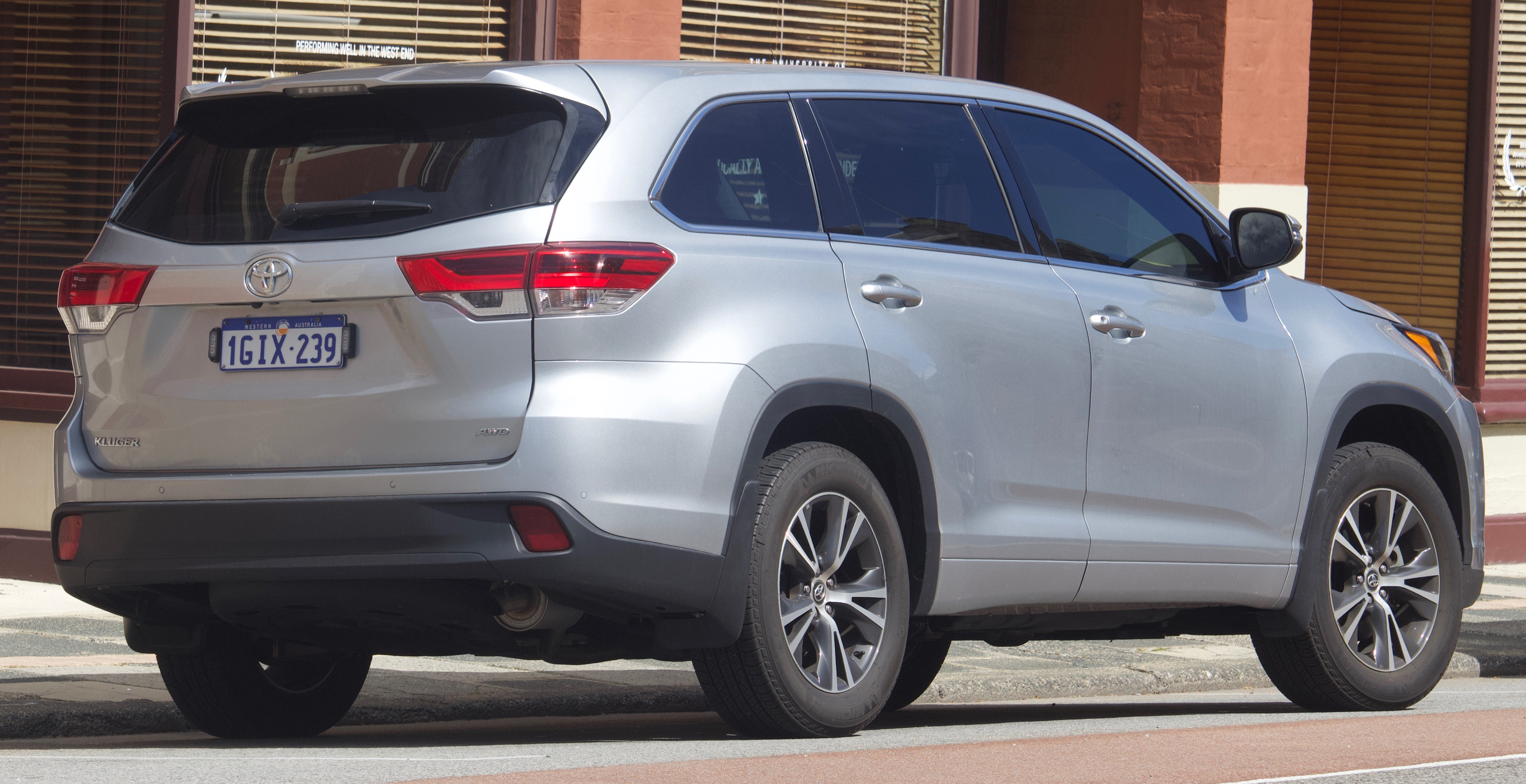
リア (GX)

中国仕様
- フロント (Sport)
- リア (Sport)

## 4代目 XU70型（2019年 - ）
- 2019年4月 - ニューヨーク国際オートショーにて世界初公開[19]。
- 2019年11月 - フルモデルチェンジが発表された。3.5LV6ガソリンエンジン（2GR-FKS）、2.5L直4＋THSⅡ（ダイナミックフォースエンジン・A25A-FXS）を搭載。V6ガソリン車には8速オートマチックトランスミッションを組み合わせる。プラットフォームにはアバロン（北米などで販売）や、レクサスES、カムリ、RAV4などで使用されているTNGA「GA-K」を採用した。グレード構成は、L、LE、XLE、LIMITED、PLATINUM、の5グレードとなるが、ハイブリッド車にはLグレードは設定されない。また、スポーティグレードであるXSEグレードの追加も予定されている。XSEグレードでは、専用エアロバンパーやクロームロッカーモール、専用リアバンパー、専用フロントグリル、専用切削光輝アルミホイール、ピアノブラックフロントピラーガーニッシュなどに加え、レッド×ブラックの専用レザーインテリアを採用している。また、全グレードにAWDモデルが用意され、V6ガソリンエンジン車にはRAV4においても注目された｢ダイナミックトルクベタリングAWD｣の設定もある。
- 2020年2月 - シカゴオートショーにてXSEグレードを披露[20]。
- 2020年5月11日 - 欧州トヨタがハイランダーハイブリッドを導入すると発表。2021年初頭に発売予定[21]。
- 2022年10月17日 - カナダで2023年モデル発表[22]。パワートレインが3.5L V型6気筒エンジンから2.4L直列4気筒ターボエンジンに変更された。

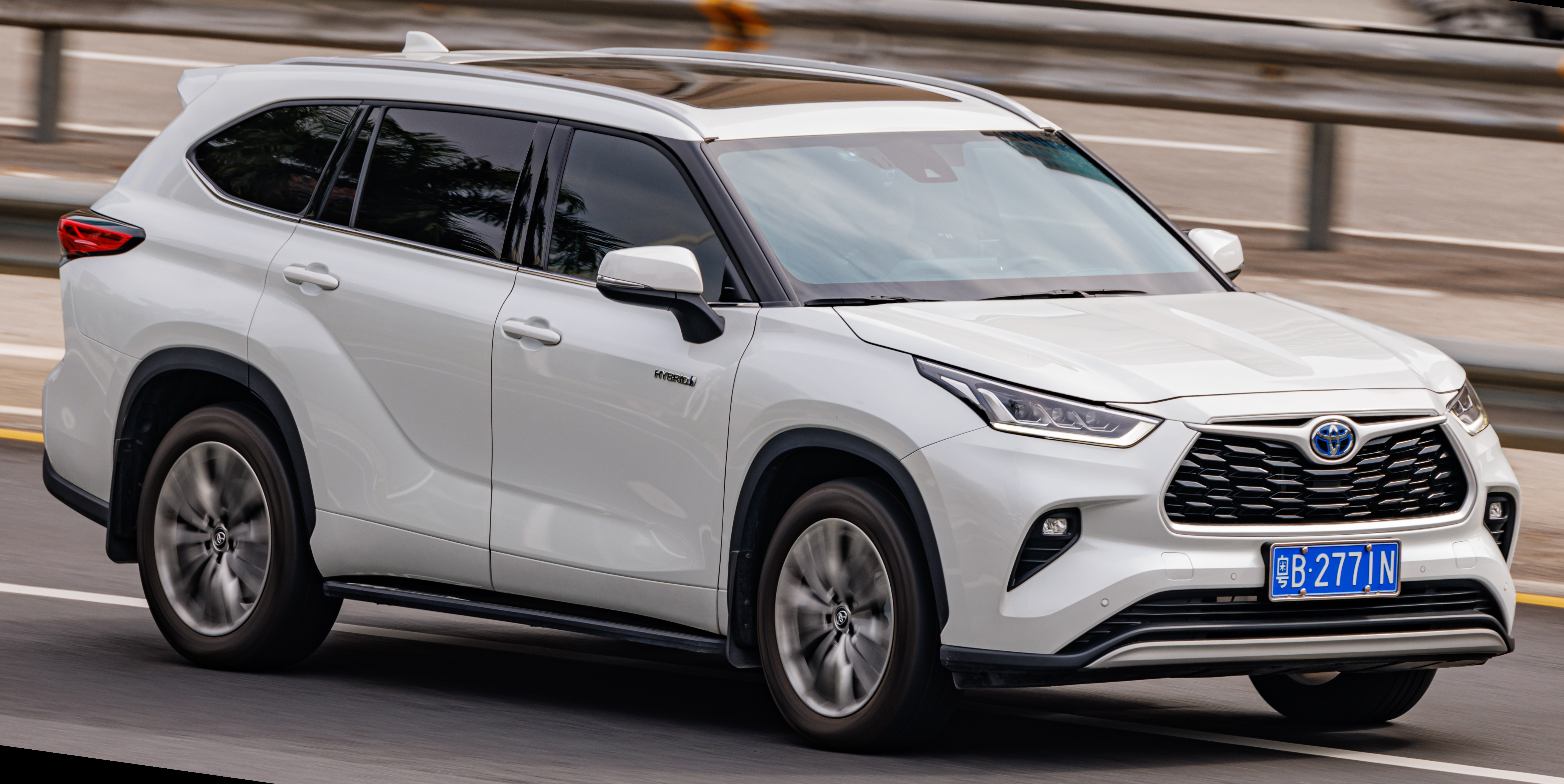
トヨタ・ハイランダー ハイブリッド 中国仕様

- トヨタ・ハイランダー ハイブリッド 中国仕様

## 5代目 AS10型（2023年 - ）
レクサス・TXとも共通のGA-Kプラットフォームをベースに、米国の Calty Design Research（キャルティー）で設計された。インディアナ州プリンストンのトヨタ・モーター・マニュファクチャリング・インディアナ（TMMI）で生産される予定。
エンジンはすべて水冷・直4・直噴ガソリンエンジンである。ドライブトレインは、ガソリン車が2.4Lターボにトランスファー付きUA80F 8速ATが組み合わされる四輪駆動、「ハイブリッド」は2.5L自然吸気エンジンで、フロントモーターを2基としたシーケンシャルモード付電気式無段変速機（e-CVT）であるTHS IIのFFと、リアにモーターを1基追加した E-Four による四輪駆動が用意される。「ハイブリッドマックス」は2.4Lターボエンジンに、フロントアクスル1基、リアアクスル1基のモーターを組み合わせた E-Four Advancedによる四輪駆動で、システム全体で362 hp/55.3 kgmを発揮、0 - 96 km/h加速6.3秒の性能を可能にしている。
内装では12.3インチのトヨタ・オーディオ・マルチメディア・システムを標準装備し、Apple CarPlayとAndroid Autoに対応する。
車種構成はXLE、リミテッド、プラチナムの3グレードとなる。

### 年表
- 2022年12月2日 - 米国トヨタがデザインを公開。
- 2023年2月9日 - シカゴオートショー2023で世界初公開[26][23][27]。また、任天堂とのコラボレーションによる Nintendo Switch Car を発表[28]。
- 2023年3月31日 - 北米市場で同年夏の発売を発表[29]。